# Mayres-Savel
Mayres-Savel is een gemeente in het Franse departement Isère (regio Auvergne-Rhône-Alpes) en telt 100 inwoners (2009). De plaats maakt deel uit van het arrondissement Grenoble.

## Geografie
De oppervlakte van Mayres-Savel bedraagt 12,5 km², de bevolkingsdichtheid is dus 8 inwoners per km².
De onderstaande kaart toont de ligging van Mayres-Savel met de belangrijkste infrastructuur en aangrenzende gemeenten.

## Demografie
Onderstaande figuur toont het verloop van het inwonertal (bron: INSEE-tellingen).

1. ↑  Populations de référence 2022.